# Hanna Nasir
Hanna Nasir o Hanna Nasser —àrab: حنا ناصر, Ḥannā Nāṣir— (Jaffa, 1935) és un físic nuclear palestí, cofundador i expresident de la Universitat de Birzeit —la primera universitat àrab a Palestina. Ha ocupat diversos càrrecs polítics dins l'Organització per a l'Alliberament de Palestina.
Nascut dins una família cristiana palestina, es van traslladar a Birzeit, poble d'origen de la família Nasir i situat a pocs quilòmetres de Ramal·lah, a l'actual Cisjordània. Els anys 1950 va estudiar en el Birzeit College, un institut que la seva tieta Nabiha Nasir havia fundat el 1924 i que dirigia el seu pare. Va estudiar a la Universitat Americana de Beirut on va obtenir un màster en Física el 1962 i, més tard, un doctorat en Física nuclear a la Universitat Purdue, als Estats Units, el 1967. Després de la guerra dels Sis Dies, va tornar a Palestina per fer classes de Física al Birzeit College. Sota la direcció del seu pare, l'institut va esdevenir un establiment universitari on el 1967 només es donaven classes dels dos primers cursos de llicenciatura i els estudiants havien de desplaçar-se a Jordània o a l'estranger a completar els seus estudis però, per l'ocupació de Cisjordània, cada vegada tenien més dificultats per fer-ho. Després de la mort del seu pare el 1971, Hanna Nasir va prendre el seu relleu i pel 1972 ja estava prevista la implantació de diverses llicenciatures de quatre anys. Les classes es donaven encara a la casa familiar que la seva tieta havia habilitat com a escola i a locals del centre del poble; davant la previsible expansió de l'establiment, va projectar la construcció d'un campus universitari a terrenys donats per la família Nasir als afores de Birzeit, i el 1973 va confiar la gestió del centre a un Consell d'Administració del que va assumir el càrrec de president.
El 21 de novembre de 1974, després d'un dia de manifestacions estudiantils a favor de l'OLP, va ser deportat al Líban; l'exèrcit israelià va declarar que havia estat expulsat per promoure manifestacions en contra l'ocupació israeliana. Nasir va marxar a Amman, a Jordània, on va romandre exiliat 18 anys; malgrat la distància va continuar supervisant la construcció del campus universitari a Birzeit i l'ampliació acadèmica dels estudis i recaptant fons per finançar els projectes. En els seus primers anys d'exili Nasir va començar a exercir un paper polític actiu. Va ser membre del Consell Nacional Palestí (les sessions es feien al Caire) com independent el 1976 i va ser triat membre del Comitè Executiu de l'OLP el 1977 i el 1979, encarregat de l'ensenyament superior. El mateix any va assumir la direcció del Fons Nacional de Palestina, càrrec que va ocupar fins al 1982. L'abril del 1993 Hanna Nasir va ser finalment autoritzat a tornar a Territoris Palestins, arrel dels Acords d'Oslo que portarien a la creació d'un autogovern palestí. Va reprendre el lloc de director de la Universitat de Birzeit, que havia reobert un any abans, després d'haver estat clausurada quatre anys i mig per una ordre militar durant la Intifada. Malgrat els freqüents tancaments ordenats per les autoritats israelianes i de les detencions i deportacions d'estudiants i professors, la universitat havia passat en 20 anys, de 250 a 2.500 alumnes, un terç d'ells dones.
Fou nomenat per Iàssir Arafat, el 2002, president de la Comissió Electoral Central per a les eleccions als Territoris Palestins, fou president del Comitè d'Educació del Consell Nacional Palestí i també fou membre del Consell d'Administració de l'Associació Internacional d'Universitats de la UNESCO. Va ser condecorat amb la Legió d'Honor francesa el 1996, i investit Doctor honoris causa per la Universitat Americana del Caire el 2002.